# Lukáš Krpálek
Lukáš Krpálek, né le 15 novembre 1990 à Jihlava, est un judoka tchèque en activité évoluant dans la catégorie des plus de 100 kg.
Il a notamment remporté les Jeux olympiques et les championnats du monde dans la catégorie des moins de 100 kg. En 2019, il gagne les championnats du monde des plus de 100 kg et en 2021, il gagne les Jeux olympiques, également dans la catégorie des plus de 100 kg.

## Biographie
En 2013, il remporte son premier titre de champion d'Europe à Budapest dans la catégorie des moins 100 kg.
En 2014, il remporte une deuxième fois le titre de champion d'Europe à Montpellier, toujours dans la catégorie des moins 100 kg. Il remporte également son premier titre de champion du monde à Tcheliabinsk dans la catégorie des moins 100 kg.
En 2016, il remporte dans sa catégorie des moins de 100 kg les Jeux olympiques à Rio de Janeiro.
En 2018, il remporte son premier titre de champion d'Europe à Tel Aviv dans la catégorie des plus de 100 kg.
En 2019, il remporte son premier titre de champion du monde à Tokyo dans la catégorie des plus de 100 kg.
En 2021, il remporte dans sa catégorie des plus de 100 kg les Jeux olympiques à Tokyo.
Il est nommé porte-drapeau de la délégation tchèque aux Jeux olympiques de 2024 à Paris aux côtés de l'archère Marie Horáčková.

## Palmarès
| Année | Compétition           | Lieu           | Résultat | Catégorie       |
| ----- | --------------------- | -------------- | -------- | --------------- |
| 2011  | Championnats du monde | Paris          | 3e       | Moins de 100 kg |
| 2013  | Championnats d'Europe | Budapest       | 1er      | Moins de 100 kg |
| 2013  | Championnats du monde | Rio de Janeiro | 3e       | Moins de 100 kg |
| 2014  | Championnats d'Europe | Montpellier    | 1er      | Moins de 100 kg |
| 2014  | Championnats du monde | Tcheliabinsk   | 1er      | Moins de 100 kg |
| 2015  | Championnats d'Europe | Bakou          | 2e       | Moins de 100 kg |
| 2016  | Jeux olympiques       | Rio de Janeiro | 1er      | Moins de 100 kg |
| 2017  | Championnats d'Europe | Varsovie       | 3e       | Plus de 100 kg  |
| 2018  | Championnats d'Europe | Tel Aviv       | 1er      | Plus de 100 kg  |
| 2019  | Championnats du monde | Tokyo          | 1er      | Plus de 100 kg  |
| 2021  | Championnats d'Europe | Lisbonne       | 3e       | Plus de 100 kg  |
| 2021  | Jeux olympiques       | Tokyo          | 1er      | Plus de 100 kg  |
| 2023  | Championnats du monde | Doha           | 2e       | Moins de 100 kg |
| 2025  | Championnats d'Europe | Podgorica      | 3e       | Plus de 100 kg  |